# Kinixys spekii
Kinixys spekii is een schildpad uit de familie landschildpadden (Testudinidae).

## Naam
De soort werd voor het eerst wetenschappelijk beschreven door John Edward Gray in 1863. Later werd de wetenschappelijke naam Kinixys australis gebruikt. 

## Uiterlijke kenmerken
De schildpad bereikt een schildlengte tot 20 centimeter. De schildkleur is bruin, met gele ringen rond de hoornplaten. Het schild is sterk afgeplat in vergelijking met andere klepschildpadden, die juist een hoog schild hebben.

## Verspreiding en habitat
Kinixys spekii komt voor in het oosten van Afrika. De soort leeft in savannen en graslanden, vaak in een rotsige omgeving. Als schuilplaats worden de holen van knaagdieren gebruikt. De schildpad is omnivoor en leeft zowel van planten, dieren als paddenstoelen.